# Як-40
Як-40 (за кодифікацією НАТО: Codling — «Дрібна тріска» ) — пасажирський літак для місцевих авіаліній, розроблений в СРСР в 1960-ті роки. Є першим у світі приміським тримоторним реактивним літаком.

## Льотно-технічні характеристики
Дані наведені для літака з максимальною злітною масою 17200 кг при експлуатації на ВПП зі штучним покриттям.
Джерело: «Інструкція з льотної експлуатації літака Як-40» М. Повітряний транспорт. 1995 рік
Основні характеристики
- Екіпаж: 3 + 1 стюард
- Пасажиромісткість: 27, 31, 34, 36 або 40 осіб (залежно від варіанту компонування)
- Вантажопідйомність: 3240 кг
- Довжина: 20,36 м
- Висота: 6,5 м
- Розмах крила: 25,0 м

- Площа крила: 70,0 м²
- Маса порожнього: 9850 кг
- Маса спорядженого: 14265 кг
- Максимальна злітна маса: 17200 кг
- Маса палива у внутрішніх баках: 6000 кг

- Допоміжна силова установка:  × АІ-9 ВМД

Льотні характеристики
- Максимальна швидкість: 546 км/год (на висоті 6000 м)
- Крейсерська швидкість: 510 км/год (на висоті 6000 м)
- Практична стеля: 6000 м (з пасажирами); 8000 м (перегоночний)
- Довжина пробігу: 550 м (з реверсом); 750 м (без реверсу)